# スプレンゲル爆薬
スプレンゲル爆薬(スプレンゲルばくやく、Sprengel explosives)は、1870年代にヘルマン・スプレンゲルによって発明された爆薬の総称。
これは安全性を高めるために使用直前に混合される強力な酸化剤と反応性燃料の化学量論的混合物である。酸化剤または燃料、あるいはその両方は混合を容易にするために液体である必要がある。また、速い反応速度のために材料間の密接な接触が必要である。
スプレンゲルは酸化剤として硝酸、硝酸塩、塩素酸塩を、燃料として芳香族ニトロ化合物（ニトロベンゼンなど）を提案した。過去に他のスプレンゲル爆薬には、液体酸素を含む木炭（液体酸素爆薬）があり、「ラッカロック(後述）」、および燃料油（燃料）(通常は軽油、灯油)、またはニトロメタンと混合されたANFO(硝酸アンモニウム(酸化剤))がある。最終的にANFO爆薬はその酸化剤が最も安全であり、農業において肥料として広く使用されており、最も安価であるため他のすべてに取って代わった。 

## ラッカロック
「ラッカロック」は塩素酸カリウムとニトロベンゼンで構成される。これは塩素酸塩の透過性カートリッジの形で提供され、ワイヤーバスケットに入れられて使用前に数秒間ニトロベンゼンに浸される。水中で使用する場合はバスケットの代わりに缶に封入される。
1885年のロングアイランド湾の航行上の危険となったフラッドロックの大規模な海底解体で使用された。100トンを超えるラッカロックの使用（海面下20メートルのトンネルに置かれた）により約60万トンの岩が破壊された。